# Alfonso Frazer
Alfonso Frazer est un boxeur panaméen né le 4 janvier 1948 à Panama City.

## Carrière
Passé professionnel en 1965, il devient champion du Panama des poids légers en 1968 et 1970 puis champion du monde des poids super-légers WBA le 10 mars 1972 après sa victoire aux points contre Nicolino Locche. Battu dès la première défense de son titre par Antonio Cervantes le 28 octobre 1972 ainsi que lors du combat revanche, Frazer met un terme à sa carrière en 1981 sur un bilan de 43 victoires, 17 défaites et 3 matchs nuls.